# Billesborg
Billesborg hed tidligere Egøjegård og var formentlig i middelalderen en væbnergård i landsbyen Egøje (Herfølge Sogn i Bjæverskov Herred i Præstø Amt). Hovedbygningen ved Vedskølle Å er opført 1721-22 ved Johan Cornelius Krieger og fredet.
I 1563 blev den beboet af herredsfoged i Stevns Herred og borgmester i Store Heddinge Jep Mogensen. Senere hørte den til gården Østre-Vallø og tilhørte Oluf Bille (død 1602) og derefter dennes enke Margrethe Rosenkrantz (død 1615). Hendes bror Holger Rosenkrantz arvede gårdene og solgte dem i 1616 til Ellen Marsvin. 
Hendes datter Kirsten Munk gjorde den til ladegård og rev bygningen ned; men Christen Skeel Albretsen, der købte den af Kirsten Munk i 1651, påbegyndte en genopbygning på dens nuværende plads i 1653 og kaldte den Rudholt efter sin første hustru Birgitte Rud. 
Sit nuværende navn fik den, da fru Kirsten Bille efter sin mand gehejmeråd Otto Skeels død i 1695 havde den som enkesæde. Deres søn amtmand Christen Ottesen Skeel (død 1709) solgte i 1707 Vallø gods med Billesborg og Gunderup til svigerfaderen Christian Siegfried von Plessen, der næste år solgte godserne til kongen.
Billesborg har siden været avlsgård under Vallø. Stiftskurator Joachim Godske greve Moltke (død 1818) lod hovedbygningen indrette til kuratorbolig.
I dag er hovedbygningen udlejet til en friskole og Køge Frikirke.
På Egøje Mark findes rester af et voldsted "Kaninhøjen", hvor gården siges oprindelig at have ligget. I voldbankens grund er der foruden murbrokker fundet et stykke mur af tilhugede kridtsten. I lavningen mod nord skal der have ligget en vandmølle, og i bakken oven for voldstedet er fundet en kælder af røde mursten.